# The glass bridge
The glass bridge is het zevende album van David T. Dewdney, uitgebracht onder de naam Syn. Het album bevat de vroegste opnamen uit de serie van alle compact disc en is behoorlijk beïnvloed door Vangelis. De muziek is opgenomen in de Synstudio te Methil in Schotland. Inspiratie voor de titel haalde Dewdney uit de Rio Puerco Bridge gelegen over de Rio Puerco bij Albuquerque (New Mexico) in de befaamde Route 66. De brug heeft een geheel open constructie en lijkt vanaf ver gezien van glas (staal glinsterend in de zon)

## Musici
- David T. Dewdney – synthesizers, elektronica

## Muziek

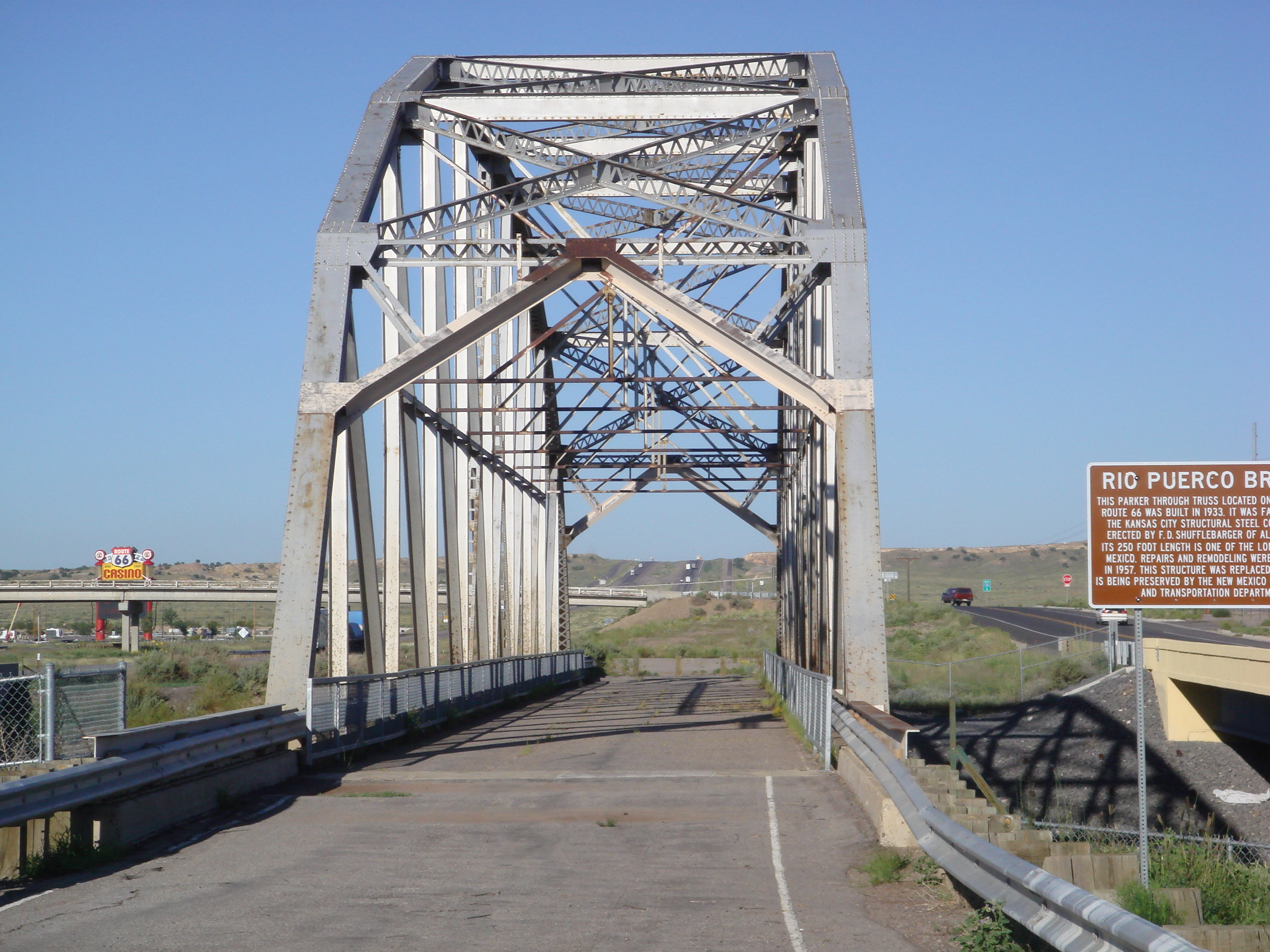
Rio Puercobrug

| Nr. | Titel                        | Duur  |
| --- | ---------------------------- | ----- |
| 1.  | The glass bridge (parts 1-3) | 23:58 |
| 2.  | Shadowfall                   | 30:30 |
| 3.  | Heart of Orion               | 19:58 |